# 세르반테스 문화원
세르반테스 문화원(스페인어: Instituto Cervantes)는 1991년에 설립된 스페인의 비영리 단체로, 스페인 정부에 의해 설립된 공적인 국제 문화 교류 기관이다. 스페인의 문학가 미겔 데 세르반테스의 이름을 따서 명명되었다. 각국의 스페인어 보급과 스페인과 외국 간 교육·문화 교류를 목적으로 하고 있다. 마드리드에 본부가 있고, 세계 45여 개국에 사무소를 두고 활동을 하고 있다.

## 같이 보기
- 알리앙스 프랑세즈
- 영국 문화원
- 단테 알리기에리 협회
- 네덜란드어 연합
- 독일 문화원
- 카몽이스 문화원
- 미겔 데 세르반테스 상
- 공공외교